# (5894) Telč
(5894) Telč est un astéroïde de la ceinture principale découvert par l'astronome Antonín Mrkos.
Il est nommé en l'honneur de la ville de Telč, en République tchèque.